# Ambulyx lestradei
Ambulyx lestradei là một loài bướm đêm thuộc họ Sphingidae. Loài này có ở Sri Lanka.